# Gabriel Eisele
Gabriel Eisele (* 1801 in Trochtelfingen, Fürstentum Hohenzollern-Sigmaringen; † 1858/1859) war ein deutscher Tierarzt.
Er wurde als Sohn des Metzgers Johann Eisele und dessen Frau Agatha Emele geboren. Eisele studierte in Stuttgart Tierarzneikunde und wurde anschließend im Jahre 1824 in Sigmaringen als Hof- und Oberamtstierarzt angestellt. Im Jahr 1847 erfolgte seine Ernennung zum Landestierarzt. Eisele war auch Mitglied der Landstände des Fürstentums Hohenzollern-Sigmaringen. Er verfasste und veröffentlichte mehrere tiermedizinische Schriften. Einer seiner Söhne war der Rechtshistoriker Fridolin Eisele.

## Schriften (Auswahl)
- Über Erkennung, Verhütung und Heilung des Kälber- oder Milchfiebers und der damit vorkommenden örtlichen Entzündungen. 1842.
- Über die Erkenntnis des Alters der nutzbarsten Haustiere aus den natürlichen Veränderungen der Zähne. Stuttgart, Beck und Fränkel, Sigmaringen 1836.